# Liberty (Maine)
Liberty è un comune degli Stati Uniti d'America, situato nello Stato del Maine, nella contea di Waldo.